# شمعة الأذن

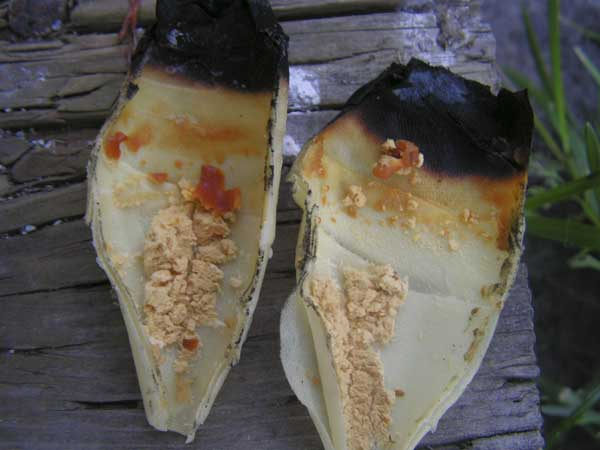
محتويات شمعة الأذن

شمعة الأذن (بالإنجليزية: ear candling)‏ أو مخاريط الأذن (بالإنجليزية: ear coning)‏ أو العلاج الحراري الأذيني (بالإنجليزية: thermal auricular therapy)‏ هو إدعاء من هيئة ممارسة الطب البديل لتحسين الصحة العامة، وذلك من خلال إشعال طرف شمعة جوفاء، ووضع الطرف الآخر في قناة الأذن وقد أظهرت الدراسات الطبية أن هذه الممارسة خطيرة وغير فعالة ، ولا تساعد في ازالة شمع الأذن، أو المواد السامة.

## السلامة والفعالية
لقد نشر إدزارد إرنست نقاشا حادا حول موضوع شموع الأذن، مشيرا إلى أنه لا توجد بيانات تشير إلى أنها فعالة في أي حالة، وعلاوة على ذلك، فإن شموع الأذن مرتبطة بإصابات الأذن، والنتيجة الأكيدة هيا أن شموع الأذن تضر أكثر مما تفيد الإنسان ويجب التوقف عن استخدامها.
وفقا لإدارة التغذية والعقاقير، في الولايات المتحدة الأمريكية، يتم الترويج لشموع الأذن بادعاء أنه يقوم بتنقية الدم، أو علاج الأمراض السرطانية ولكن منظمة الصحة الكندية قد أكدت علي أن شموع الأذن ليس له أي تاثير علي الأذن، ولا أي فائدة للصحة، وبدلا من ذلك فإنها تحمل خطورة الإصابة، وخاصة عند استخدامها علي الأطفال. 
في أكتوبر 2007، أصدرت إدارة الغذاء والدواء (الولايات المتحدة)، إنذارا ينص علي أن شموع الأذن (المعروف أيضا باسم مخاريط الأذن أو الشموع الأذينية)، بأنها خطرة على الصحة، حتي عند استخدامها بالجرعة، أو الطريقة، أو التردد الموصى بها، أو المنصوص عليها، وذلك لأنه عند استخدام شمعة مضاءة على مقربة من وجه الشخص، فإن ذلك من شأنه أن يؤدي الي أضرار جسيمة بدأً من التسبب في التهابات جلدية شديدة، أو حروق شديدة، كما يؤدي إلى أضرار في الشعر والأذن الوسطى أيضا.
قررت مجلة الطبي الأسري الكندية في عام 2007 :
«يبدو أن شمع الأذن يحظى بشعبية واسعة، وقد تم الإعلان عنها في الصحافة علي نطاق واسع بادعاءات قد تبدو علمية لبعض الناس، ومع ذلك لم يتم التاكد من الية عمل شموع الأذن ولم يتم تسجيل أي تاثير علاجي إيجابي لهذه الطريقة بل علي النقيض تماما فإنها تحمل مخاطر كبيرة فلا يوجد دليل علمي علي أن شموع الأذن هي علاج فعال لأي حالة، وعلي هذا الاساس فنحن نعتقد أنها تضر الإنسان أكثر مما تفيده، ونحن نوصي الاطباء بأهمية تثبيط استخدامها».
كما قالت مجلة الطب الأسري الامريكيه في عام 2007
«ينبغي أيضا تجنب استخدام شموع الأذن. فشموع الأذن هي الممارسة التي يتم إدراج فيها شمعه جوفاء مضاءة في القناه السمعية الخارجية، للمريض وهو نائم علي الأذن الأخرى فمن الناحية النظرية من المفترض استخدامها للجمع بين الشفط والحرارة لازالة شمع الأذن، ومع ذلك ففي تجربة واحدة لم تقدر شموع الأذن علي خلق أي حرارة، أو إزاله السمع، ولكنه في الواقع أدى إلى انسداد في الأذن بالشمع الناتخ من هذه الممارسة في الاشخاص الذين كانت قنوات الأذن فيهم نظيفة، كما رأى أطباء الرعاية الاولية مضاعفات من استخدام شمعه الأذن ومنها انسداد قنوات الاذن، أو الحروق، أو ثقب في طبلة الأذن»
أجرت عيادة سبوكين للأنف والأذن والحنجرة بحثا في عام 1996، وصرحت بعد ذلك أن شمعة الأذن غير قادرة علي إنتاج ضغطا سلبيا، كما أنها لم تكن فعالة في ازالة الشمع من قناة الأذن، وقد أظهرت العديد من الدرسات، أن شموع الأذن تخلف ورائها نفس المخلفات عند حرقها خارج الأذن، كما أظهرت أيضا أن هذه المخلفات عبارة عن مادة شمعية (بالإنجليزية: wax)، ودخان (بالإنجليزية: soot). وبحلول عام 2008، هناك حالتان على الأقل ثبت فيهما أنهم اشعلوا النار في منازلهم أثناءاستخدام شموع الأذن، كما أدى ذلك إلى وفاة أحدهم.
وجدت دراسة قام بها جراحى الأنف والأذن والحنجرة أن بعضا من المرضى الذين استخدموا شمعة الأذن يعانون من بعضا من المضاعفات وكانت الحروق هي الأكثر شيوعا.

## الإجراءات
تشعل إحدى نهاية اسطوانة أو مخروط من القماش المشمع، ويوضع الطرف الآخر في الأذن المصابه. يتم قطع اللهب في بعض الأحيان باستخدام مقص وتطفئ بين خمسة أوعشرة سنتيمترات (2-4 بوصات) من الأذن 

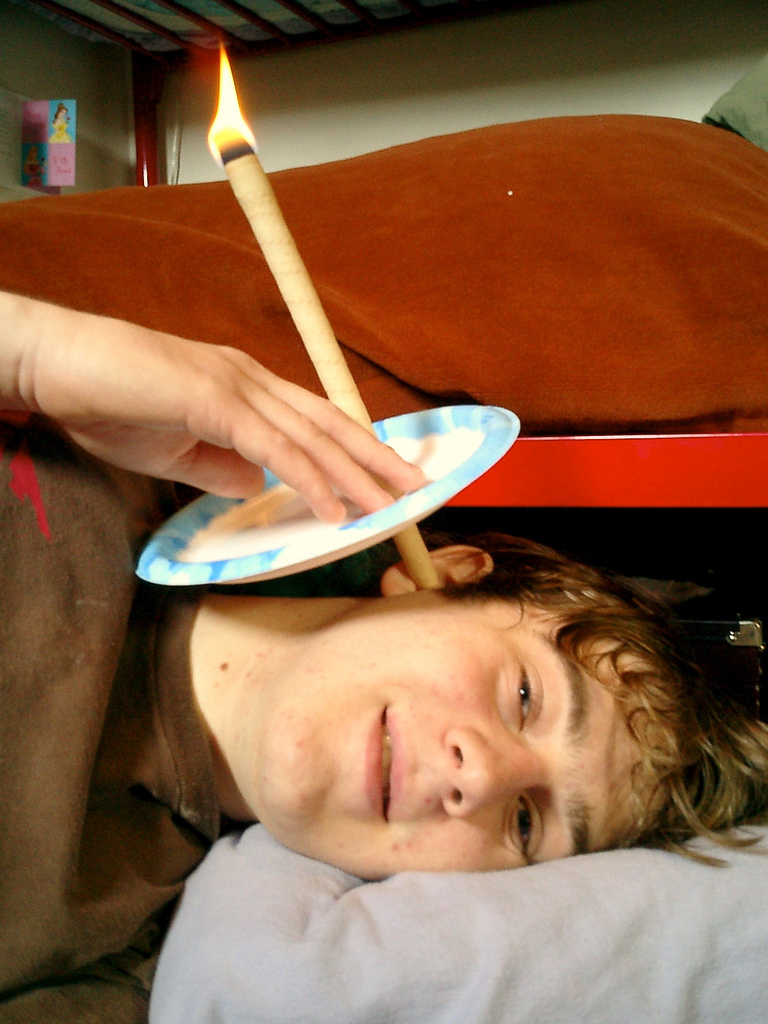
التطبيق الذاتي لشمعة الأذن

يكون الشخص نائما علي جانب واحد على الأذن الأخرى وتكون الأذن المصابة هي العلوية والشمعة في وضع عمودي وتكون عالقة في طبق ورقي أو طبق من الالمونيوم لحماية الشخص ضد الشمع الساخن أو الرماد المتساقط. هناك طريقة أخرى للقيام بشمعة الأذن وهي ان يكون الشخص ائم على ظهره وتكون الشمعة ممتدة جانبا بزاويه خمسة واربعين درجة ميل ويتم وضع طبق من الماءبجوار الشخص تحت الشمعة
ادعى المناصرون لهذه الممارسة أن هذا اللهب قادر على خلق ضغط سلبي الذي يقوم بسحب الشمع والشوائب من الأذن علي هيئه بقايا سوداء.
تستمر هذه الجلسة لمدة تصل لساعه والذي يستخدم شمعة أو شمعتان لكل أذن.

## قوانين المنتج
- في أوروبا، تحمل بعض شموع الأذن علامة سي إي(93/42 / إيك)، على الرغم من أنها غالبا ما تصدر ذاتيا من قبل الشركة المصنعة وتشير هذه العلامة إلى أن الجهاز تم تصميمه وتصنيعه بحيث لا يضر بسلامة المرضى، ولكن لا يلزم إجراء اختبار مستقل كدليل
- في حين أن شموع الأذن متاحة على نطاق واسع في الولايات المتحدة، فان بيهعا واستيرادها بادعاءات طبية يعتبر غير قانوني المطالبات الطبية غير. وهذا يعني أن المرء لا يستطيع تسويق شموع الأذن كمنتجات لتشخيص أو علاج أو منع أي مرض
- وتقول منظمة الصحة الكندية في تقرير لها «لا يوجد دليل علمي لدعم الادعاءات بأن شمعة الأذن لها فوائد طبية علي العكس فإن هناك الكثير من الأدلة على أن شمعة الأذن خطيرة». وتقول الحكومة أنه بينما يدعي بعض الناس أنهم يبيعون الشموع لأغراض الترفيه فقط، فإن الحكومة الكندية اكدت أنه لا يوجد أي استخدام غير طبي معقول وبالتالي فإن أي بيع لهذه الشموع يعتبر غير قانوني في كندا.
- في صحيفة نشرها إدزارد إرنست في مجلة علم الحنجرة تقدر تكلفة ممارسة شمعة الأذن وفقا للتردد الموصى بها عندالاستخدام. وبما أن كل شموع الي 3.15 دولار أمريكي، فإن التكلفة السنوية للعلاج ستصل إلى 982.00 دولار أمريكي. كما نادى الكاتب ان الاستمرار في استخدام شموع الأذن هو انتصار للجهل علي العلم أو ربما انتصار للمصالح التجارية على المعتقدات الطبية

## التاريخ
على الرغم من أن بيوسون، الشركة المصنعة لشموع الأذن، أشارت إليها على أنها "هوبي"، فلا يوجد مثل هذا العلاج ضمن الممارسات التقليدية للهوبي في الشفاء. قالت فانيسا تشارلز، مسؤولة العلاقات العامة في مجلس القبائل في هوبي، أن شمعة الأذن «لم تكن أبدا ممارسة من قبل قبيلة هوبي أو شعب هوبي». وقد طلبت قبيلة هوبي مرارا وتكرارا من شركة بيوسون التوقف عن استخدام شموع الأذن باسم هوبي ولكن بيوسون لم تمتثل لهذا الطلب، ولا تزال تدعي أن شموع الأذن نشأت داخل قبيلة هوبي.
يدعي العديد من المناصرين لشموع الأذن أن العلاج ينبع من الطب الصيني التقليدي، أو اليوناني، أو المصري، أو أمريكا الشمالية. كما ذكرت أن مدينة أتلانتيس الأسطورية هي أصل هذه الممارسة.